# Societatea Antroposofică
Societatea Antroposofică este o instituție ce își propune să ofere un cadru pentru dezvoltarea cunoașterii și inițiativelor antroposofice. După propria concepție este vorba de o "comunitate de oameni care au convingerea că sarcinile pe care le pun prezentul și viitorul nu vor putea fi rezolvate decât printr-o aprofundare spirituală a vieții". Această aprofundare este oferită prin antroposofie, concepție întemeiată de Rudolf Steiner. Sediul central al Societății este Goetheanum-ul, din Dornach (Elveția).

## Istoric

### Origine
O primă Societate Antroposofică a fost fondată în 1912 la Köln. Ea s-a desprins de secțiunea germană a Societății Teosofice, condusă până la acel moment de Rudolf Steiner, ca urmare a diferențelor tot mai mari cu privire la interpretarea creștinismului și a lui Christos (Steiner a refuzat să-l vadă pe tânărul indian Jiddu Krishnamurti ca reîncarnare a lui Christos și s-a disociat de cei ce promovau această idee sub denumirea "Order of the Star in the East"). În 1913 s-a înfăptuit separarea definitivă, iar Steiner a devenit președinte de onoare al Societății Antroposofice, fără a fi însă membru al consiliului de administrare. Sediul central a fost construit la Dornach, lângă Basel, fiind proiectat de Steiner și denumit (primul) Goetheanum, distrus ulterior, pe 31 decembrie 1922, ca urmare a incendierii. 

### Fondarea Societății Antroposofice Generale
Societatea Antroposofică Generală a fost înființată în 1923 ca organizație a discipolilor curentului spiritual antroposofic și ca instituție responsabilă de Universitatea Liberă pentru Știință Spirituală, fondată simultan. Steiner și-a asumat conducerea asociației și a proiectat cel de-al doilea Goetheanum, construit între 1924 și 1928, care sevește până în prezent scopului de centru administrativ și de activități. 
După moartea lui Steiner în 1925 conducerea consiliului Societății Antroposofice Generale a fost preluată de Albert Steffen.
Activitatea cea mai intensă a Societății Antroposofice a continuat însă să fie concentrată în Germania, unde în ciuda interdicției din perioada nazistă (între 1935-1945) s-au dezvoltat și lărgit inițiativele, înainte de toate prin noile instituții în domeniul pedagogic, medical, de pedagogie curativă și agricol.
Oficial Societatea Antroposofică Generală are astăzi cca 60.000 membri (o treime din aceștia trăind în Germania) fiind una din cele mai durabile și cunoscute organizații esoterice.

### Societatea Antroposofică din România
Societatea Antroposofică din România a fost fondată în 1928, dar interzisă după 1947 de-a lungul întregii perioade comuniste. În tot acest timp au existat întâlniri în grupuri restrânse în diferite orașe, ferindu-se însă în permanență de publicitate din pricina persecuțiilor regimului.
Din 1990, Societatea Antroposofică a fost reînființată, cu sediul central în București, sub îndrumarea Dr. Lazăr Pașca. De atunci se organizează în permanență grupuri de studiu, întâlniri și simpozioane de aprofundare și promovare a concepției antroposofice. În prezent este condusă de un consiliu administrativ format din membri din diferite orașe, care țin legătura cu centrul de la Dornach și cu persoanele responsabile de activități desfășurate în țară.